# Robert Kromm
Robert Kromm (Schwerin, 9 marzo 1984) è un pallavolista tedesco.

## Palmarès

### Club
- Campionato tedesco: 5

2003-04, 2012-13, 2013-14, 2015-16, 2016-17
- Coppa di Germania: 1

2015-16
- Coppa CEV: 1

2015-16

### Premi individuali
- 2009 - Serie A1: Miglior servizio[1]
- 2016 - Pallavolista maschile tedesco dell'anno